# Роккаспинальвети
Роккаспинальвети (итал. Roccaspinalveti) — коммуна в Италии, расположена в регионе Абруццо, подчиняется административному центру Кьети.
Население составляет 1671 человек, плотность населения составляет 52 чел./км². Занимает площадь 32 км². Почтовый индекс — 66050. Телефонный код — 0873.
Покровителями коммуны почитаются святой Пий, папа Римский, празднование 11 июля, и святая Филомена.